# Julio Etchegoyen
Julio César Etchegoyen (1926-23 de marzo de 2017) fue un militar argentino, perteneciente al Ejército Argentino, que alcanzó la jerarquía de General de División, que ocupó los cargos de Gobernador de Chubut (entre el 24 de abril de 1976 y 31 de octubre de 1978) y Gobernador de La Pampa (entre el 31 de octubre de 1978 y el 8 de abril de 1981) durante el autoproclamado Proceso de Reorganización Nacional.

## Carrera
Ingresó al Colegio Militar de la Nación en febrero de 1943, de donde egresó como Subteniente de Caballería. Fue jefe del Regimiento de Caballería 14, y como coronel,  Regimiento de Caballería de Tanques 8 en diciembre de 1967. Cursó en la Escuela de Inteligencia del Ejército, realizó cursos de perfeccionamiento en Estados Unidos, y posteriormente fue Subdirector de Gendarmería Nacional. Se retiró voluntariamente el 8 de febrero de 1974.
Durante su período a cargo de la gobernación de La Pampa, en 1980, inició la entrega de la ex Escuela Hogar de Santa Rosa al IV Cuerpo de Ejército. La misma fue concretada por su sucesor, Ricardo Telleriarte.